# Carlton Television
Carlton Television fue una franquicia de televisión que formó parte desde 1993 hasta 2002 de la red Independent Television (ITV). Durante el tiempo que funcionó como concesionaria, emitía desde las 9:25 del lunes hasta las 17:15 del viernes para el área metropolitana de Londres, compartiendo la frecuencia los fines de semana con London Weekend Television. Su propietario era el grupo Carlton Communications.
La marca Carlton Television desapareció el 28 de octubre de 2002, cuando el primer canal de ITV adoptó la imagen corporativa unificada «ITV1». Dos años después, Granada Television acordó con Carlton una fusión por absorción para crear la compañía ITV plc, propietaria de 13 de las 15 franquicias que forman parte de ITV.

## Historia

### Antecedentes
La historia de Carlton Television está sujeta a la de Independent Television (ITV), la primera red de televisión comercial del Reino Unido. A diferencia de otros canales privados, ITV estaba dividida en regiones y cada zona era administrada por empresas concesionarias que colaboraban entre sí. Desde la reforma de la Ley Audiovisual en 1990, la autoridad que otorgaba las concesiones regionales era la Independent Television Commission (ITC), bajo una serie de condiciones. Para la revisión de la licencia no bastaba con presentar el presupuesto más alto, sino que además debía cumplirse una «cláusula de calidad» sobre la base de la producción propia y los proyectos de futuro. En el caso de Londres había dos franquicias: una de lunes a viernes (Thames Television) y otra los fines de semana (London Weekend Television, LWT).
La distribuidora audiovisual Carlton Communications, propiedad de Michael Green, llevaba tiempo interesada en controlar un canal de televisión. En 1984 trató de hacerse con Thames Television pero el acuerdo terminó bloqueado. Tres años después, Carlton adquirió el 20% de Central Television, responsable de ITV en las Midlands, como paso previo para optar a una de las dos frecuencias de Londres. Así que en la renovación de concesiones de 1991 presentó su propuesta para los lunes a viernes, hasta entonces controlada por Thames. Como ambas cumplían la «cláusula de calidad», la ITC otorgó la nueva licencia a Carlton porque su oferta, valorada en 43 millones de libras, era más alta que la de Thames (33 millones).
Además de controlar la concesión semanal de Londres a partir de 1993, Carlton tenía el 20% de GMTV (productora de la programación matinal) y el 19% de Independent Television News (servicios informativos), su parte correspondiente como miembro de ITV.

### Nacimiento de Carlton
Thames Television salió del aire el 31 de diciembre de 1992 y, después de un informativo y la cuenta atrás de Año Nuevo, Carlton Television comenzó sus emisiones el 1 de enero de 1993 con el especial «A Carlton New Year».
Carlton ya había confirmado que no se iba a quedar ningún activo de Thames y en su lugar externalizaría todos los servicios. La ficción se encargaba a productoras independientes como Watchmaker, Talkback, Tiger Aspect y Hatrick. Para los informativos locales estableció una productora externa, London News Network, participada al 50% con LWT. E incluso la sede desde la que operaba, The London Studios, había sido alquilada a LWT.
El nuevo canal tuvo unos comienzos difíciles, marcados por las críticas y la inevitable comparación con Thames. En mayo de 1994, la ITC publicó un informe en el que valoraba negativamente a Carlton porque sus producciones eran a su juicio «superficiales» y «de baja calidad». Carlton negó las acusaciones a través de un comunicado, en el que aseguraba que «en el primer año hemos estrenado 43 series y 20 programas, con buenos índices de audiencia y que han sido parte importante de la red». Otro hecho polémico fue el estreno del documental The Connection, en el que se explicaban las rutas del narcotráfico desde Colombia hasta Reino Unido. En su momento resultó un gran éxito y llegó a venderse a 14 países. Sin embargo, en 1998 se descubrió que la información era falsa, llegando incluso a usar actores para hacerlos pasar por narcotraficantes. La ITC sancionó a Carlton con una multa de 2 millones de libras.
A pesar de eso, Carlton recibió en 1994 su primer premio de la Royal Television Society por el programa Good Sex Guide, y las apuestas de entretenimiento o informativos regionales tuvieron buena acogida. Si bien la programación fue mejorando con el paso de los años, la situación se encarriló en 1998 con la contratación como jefe de programación de Steve Hewlett, procedente de Channel 4 y antiguo editor de Panorama en la BBC. Hewlett permaneció en Carlton hasta la fusión de 2004.

### Fusiones y creación de ITV plc
La Ley Audiovisual de 1990 permitía que una franquicia de ITV pudiera hacerse con el control de una o varias franquicias de la red. En enero de 1994, Carlton tomó el control total de Central Television por 750 millones de libras, y en 1996 hizo lo propio con Westcountry Television, señal del sudoeste de Inglaterra. Ambas fueron renombradas «Carlton Television» en septiembre de 1999 con el permiso de la ITC. Además, el canal se hizo con la biblioteca de ITC Entertainment, responsable de clásicos como Thunderbirds y El Santo. El objetivo final de estas operaciones era controlar el mercado publicitario y ganar fuerza dentro de ITV, algo que también estaban haciendo Granada Television (señal del noroeste de Inglaterra), Scottish Media Group (Escocia) y el grupo United News and Media. A finales de 2001, Carlton y Granada controlaban 12 de las 15 franquicias regionales de ITV y participaban en la plataforma de televisión digital terrestre ONdigital (ITV Digital).
La marca Carlton Television, así como la de todos los canales controlados por Carlton y Granada, desapareció el 28 de octubre de 2002 para dar paso a la marca única «ITV1».
La nueva Ley Audiovisual de 2003 introducía dos importantes cambios: la creación de la Office of Communications (Ofcom) como único regulador audiovisual, y la eliminación de restricciones sobre la propiedad de franquicias en ITV. Aunque Carlton y Granada llevaban negociando la fusión desde 2002, no pudo ser aprobada por la Ofcom hasta 2004. La compañía resultante, ITV plc, era en realidad una fusión por absorción donde Granada obtenía dos tercios de las acciones. Carlton formalizó su desaparición el 2 de febrero de 2004, y a nivel operacional (aunque no legal) las dos concesiones londinenses fueron unidas para crear ITV London.
Desde la compra de UTV en 2016, las únicas concesiones que ITV plc no controla son las de Escocia, pertenecientes a STV.

## Canales temáticos
Entre 1996 y 2003, Carlton controló cinco canales temáticos que se emitieron en televisión por cable y por la plataforma ONdigital. Sin embargo, tres de ellos cerraron en 2000 y el resto lo hicieron en 2003, a lo que debe sumarse el cese de emisiones de ITV Digital con pérdidas superiores a los mil millones de libras. La programación se nutría de la biblioteca de series y películas que Carlton había adquirido a lo largo de la década de 1990.
- Carlton Cinema (1998-2003): Especializado en películas de todos los géneros. Fue el último canal en cerrar, el 31 de marzo de 2003.
- Carlton Select (1998-2003): Canal de entretenimiento, concursos y series. Durante sus tres primeros años compartía frecuencia con Carlton Food.
- Carlton Food (1998-2001): Canal de cocina. En 2001 fue renombrado «Taste CFN» pero cesó emisiones al poco tiempo.
- Carlton Kids (1998-2000): Señal infantil y juvenil con programas importados y producción propia. Compartía frecuencia con Carlton World.
- Carlton World (1998-2000): Canal de entretenimiento con todas las coproducciones en las que participaba Carlton.
- ITV Sports Channel (2001-2002): Canal conjunto con Granada Television para la retransmisión de acontecimientos deportivos.